# ЧЕК-СУ
ЧЕК-СУ — российская компания, реализующая проект производства электролитического металлического марганца, необходимого для изготовления спецсталей. Горно-металлургический комплекс создается на базе руд Усинского месторождения в Кемеровской области. В проект также входит строительство горно-обогатительного комплекса на месторождении и завода в Хакасии.
С 2022 года является частью Концерна «СИБМАРГАНЕЦ».

## Деятельность
Компания ЧЕК-СУ занимается проектом, цель которого — создать производственный комплекс, способный обеспечить российскую металлургию марганцем. Этот металл используется при производстве различных сталей и спецсплавов. Запуск производства стратегически важен для России, так как сейчас сталелитейная промышленность на 100 % зависит от импорта металлического марганца. Этот металл включен в «План мероприятий по импортозамещению в отрасли черной металлургии Российской Федерации», утвержденный приказом Минпромторга России от 31 марта 2015 г., как ключевой вид продукции. Проектная мощность горно-металлургического комплекса составляет 80 000 тонн электролитического металлического марганца в год. Этот объем позволит России полностью отказаться от закупок данного сырья за рубежом.

Согласно проекту, в комплекс входит целый ряд объектов, расположенных в Республике Хакасия и Кемеровской области: Усинское месторождение марганцевых руд, являющееся крупнейшим в России, горно-обогатительный комбинат (ГОК) при нем, завод под поселком Туим Ширинского района Хакасии, технологическая автодорога (105 км). В частности была построена автодорога от границы Кемеровской области до Усинского месторождения.

## Разработка Усинского месторождения
Усинское месторождение марганцевых руд было открыто геологом Константином Владимировичем Радугиным в 1939 году. Оно расположено в 90 км от Hовокузнецка. Согласно первичной оценке, основанной исключительно на визуальных исследованиях, запасы марганцевой руды превышали 100 млн тонн. Проведенная затем детальная разведка показала, что Радугин верно оценил размеры месторождения. За своё открытие ученый был удостоен Сталинской премии II степени.

Усинское месторождение является крупнейшим в России: в нем содержится 55 % всех запасов марганцевой руды в РФ (фактические резервы по ГКЗ — 128 млн тонн). Оно велико даже по меркам СНГ и занимает четвертое место среди разрабатываемых. По расчетным данным, этих запасов хватит более чем на 100 лет добычи. 

В 2005 году ЧЕК-СУ приобрела лицензию на разработку месторождения. Эта лицензия позволяет вести добычу марганцевых руд на протяжении 20 лет и может быть продлена. 

Объем запасов месторождения был утвержден Государственным комитетом по запасам полезных ископаемых в 2007 году, а в 2011 запасы месторождения были оценены компанией IMC Montan по международным стандартам JORC.

Усинское месторождение планируется разрабатывать открытым способом. После 45 лет открытой отработки в недрах месторождения по расчетам останется еще более половины запасов руды.

## Горно-обогатительный комплекс
Проект ЧЕК-СУ подразумевает строительство горно-обогатительного комплекса непосредственно на месторождении. ГОК будет производить марганцевый концентрат для завода, который планируется построить в Ширинском районе Республики Хакасия.

Проектная мощность ГОКа составит 750 тысяч тонн по сырой руде (содержание марганца 19-24 %) или около 400 тысяч тонн концентрата в год (100 тысяч тонн концентратов окисленных руд и 300 тысяч тонн концентратов карбонатных руд с содержанием марганца около 35 %). 

По предварительным данным на месторождении будет работать около 600 человек.

## Завод ЭММ
Завод ЧЕК-СУ по производству металлического марганца будет расположен в 2 км от поселка Туим в Хакасии. На нем марганцевый концентрат с ГОКа будут перерабатывать в металлический марганец методом электролиза. Производительная мощность завода — 80 000 тонн в год. 

Весной 2015 года ЧЕК-СУ подписала договор генерального подряда на строительство завода с китайской компанией Sinosteel, одной из крупнейших китайских государственных компаний. Принятые в компании высокие экологические и производственные стандарты позволили Sinosteel пройти конкурсный отбор, проведенный ЧЕК-СУ. На заводе будут использовать новейшую технологию производства металлического марганца, не требующую плавильных печей. 

«Строительство завода будет (вестись) только при обязательном соблюдении всех условий и прохождении необходимых разрешительных процедур с твердой гарантией экологической безопасности»,— Глава Хакасии Виктор Зимин.
Марганцевый концентрат с Усинского ГОКа будет доставляться на завод специальными четырёхосными самосвалами со всеми необходимыми предосторожностями. 

Предполагается, что на заводе будут работать более 1000 человек. Также запланировано создание сопутствующей инфраструктуры в поселке Туим.

## Экология
ЧЕК-СУ много внимания уделяет вопросам экологии и безопасности своего проекта, а также информированию населения: регулярно проходят встречи с общественностью и открытые онлайн-конференции, неравнодушные граждане могут лично прийти в офисы компании и получить ответы на свои вопросы.

Проект разработки месторождения и Усинского ГОКа получил одобрение Главгосэкспертизы России в 2010 и в 2012 году, а также был рассмотрен Московским Институтом Вернадского. Проектную документацию завода направят в Главгосэкспетризу и Государственную экологическую экспертизу в 2017 году.

В 2015 году Внешэкономбанк инициировал еще одну, необязательную проверку проекта разработки Усинского месторождения, которую осуществила компания ШАНЭКО. Ее эксперты также сочли, что проект соответствует требованиям законодательства РФ в области охраны окружающей среды. 

С нулевого этапа, то есть еще до начала строительства, на проекте ЧЕК-СУ будет проходить регулярный мониторинг состояния окружающей среды на основе проб подземных и поверхностных вод, атмосферы, почвы и растительности.
Ручьи, впадающие в Усу в районе месторождения, отведут от карьеров для сокращения объемов стоков. Разница высот не позволит стоку реки Уса взаимодействовать с горными выработками, гидрологический режим реки останется неизменным. Осадки, выпавшие на площадках выработки, будут направлять на очистные сооружения с многокомпонентными фильтрами.

Для взрывных работ будет использоваться эмульсионная взрывчатка и многозарядный короткозамедленный метод подрыва, что значительно уменьшит выбросы газа и пыли. Также перед взрывными работами массив будут орошать. 

На ГОКе будет использоваться чисто механическая технология обогащения окисной и карбонатой руды, без каких-либо химических реагентов и термической обработки.

Территория будущего строительства завода в данный момент находится в естественном природном состоянии и отделена от поселка Туим лесным массивом, который станет частью санитарно-защитной зоны. 

Система оборотного водоснабжения завода гарантирует отсутствие каких-либо жидких стоков. В технологическом процессе будут использоваться атмосферные осадки, попадающие в пруды-накопители на промплощадке. Марганец на заводе будут производить из марганцевого концентрата химическим способом, без участия плавильных печей. Все возможные атмосферные выбросы газов и паров, в том числе из системы вентиляции цехов, подвергнутся обязательной очистке. 

Компактное расположение цехов завода позволит использовать минимум земельных ресурсов. На специально подготовленной территории построят шламохранилище с геомембраной для сухих нетоксичных шламов. Также есть вероятность, что в дальнейшем шламы поступят на цементный завод для производства цемента.